# عنکبوت‌شناسی

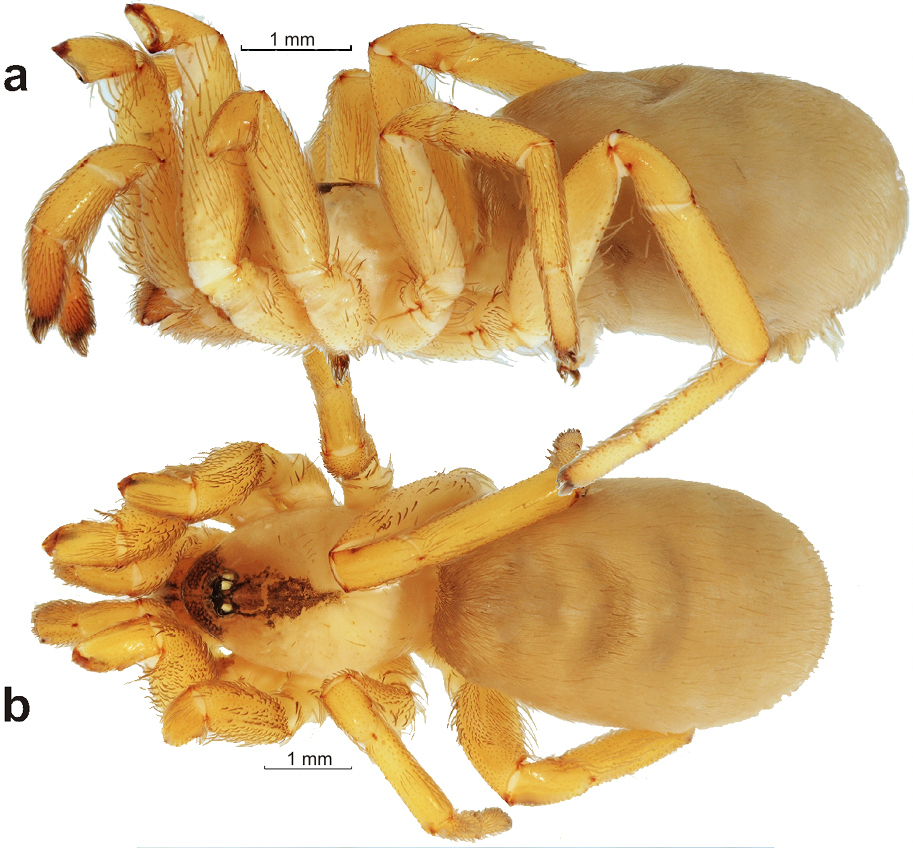

عنکبوت‌شناسی  یا عنکبوتیان‌شناسی (به انگلیسی: Arachnology) شاخه‌ای از جانورشناسی است که که به مطالعه عنکبوتیان (از جمله عنکبوت‌ها، عقرب‌ها، رتیل‌ها و غیره) می‌پردازد.